# Fadeout
«Fadeout» es el décimo episodio de la octava temporada y el final de la serie de televisión estadounidense Arrow, que se basa en el personaje de DC Comics Flecha Verde, que gira en torno al playboy multimillonario Oliver Queen cuando regresa a Ciudad Starling (más tarde renombrada como Ciudad Star), después de haber naufragado durante cinco años y se convirtió en un vigilante encapuchado que empuña el arco y se dispuso a luchar contra el crimen y la corrupción. Está ambientada en el Arrowverso, compartiendo continuidad con las otras series de televisión del universo. El episodio fue escrito por los showrunners Marc Guggenheim y Beth Schwartz, y fue dirigido por James Bamford.
Stephen Amell interpreta a Oliver, y se le unen los miembros del elenco principal David Ramsey, Rick Gonzalez, Juliana Harkavy, Katherine McNamara, Ben Lewis, Joseph David-Jones y Katie Cassidy. El episodio sigue dos historias; en una, ambientada en 2012, Oliver y John Diggle tratan con un traficante de personas. En la segunda, ambientada en 2020, lo que queda del Equipo Flecha se unen para rescatar al hijo de Oliver, William, del mismo traficante.
«Fadeout» se emitió por primera vez en Estados Unidos en The CW el 28 de enero de 2020, y fue visto en vivo por 0.73 millones de espectadores. El episodio recibió críticas generalmente positivas de los críticos.

## Trama
En 2014, en la nueva línea de tiempo que surgió después de la Crisis y del sacrificio Oliver para reiniciar el universo, Moira sobrevive a su intento de asesinato por parte de Slade Wilson. En el presente, Oliver ha cambiado más aspectos de la línea de tiempo, con la hija de Diggle y Lyla antes de Flashpoint, Sara, traída de vuelta. Tommy, Emiko y Quentin también vivos y los poderes de Rory regresaron. El cambio en la línea de tiempo también prácticamente detuvo el crimen en Ciudad Star de la noche a la mañana, convirtiéndolo en un lugar seguro que hace que todos ya no necesitan vigilantes para luchar por ella.
Los flashbacks de 2012 muestran a Oliver y Diggle cazando a John Byrne, un traficante de personas de la lista de Oliver a quien Oliver perdona debido a que Diggle le dice que sea una mejor persona, que no mate a aquellos en la lista que en realidad no merecen morir. En el presente, Byrne secuestra al hijo de Oliver, William, lo que hace que todo el Equipo Flecha lo busque. Mia, que regresó al pasado con Sara Lance para el funeral de Oliver, encuentra a William y detiene a Byrne, inspirada para no matarlo debido al ejemplo de su padre hace años.
Durante la búsqueda de William, Roy le propone matrimonio a Thea, que luego acepta. Lyla y Diggle le cuentan al equipo sus planes de mudarse a Metrópolis debido a que Lyla recibe un ascenso allí; mientras que Rene revela sus planes sobre hacer campaña para ser el próximo alcalde de Ciudad Star después de Quentin, siendo respaldado por él; y Dinah habla sobre sus planes de mudarse a Metrópolis para luchar contra el crimen allí en lugar de convertirse en Jefe de Policía en Ciudad Star.
Se celebra un monumento público para Oliver como el salvador del mundo y Ciudad Star, donde Quentin da un discurso sobre el sacrificio de Oliver y cómo salvó la ciudad. El Equipo Flecha luego celebra un funeral privado para Oliver, con la asistencia de Barry, Kara, Anatoly, Talia y Nyssa. En el funeral, Felicity conoce a Mia del futuro mientras Diggle dice sus votos finales por Oliver; diciendo a todos los asistentes que la vida continuará sin Oliver, pero que nunca sería lo mismo, ya que es un poco menos brillante que antes.
Más tarde, cuando Diggle parte hacia Metrópolis, es testigo de un accidente de meteorito y encuentra una caja que ilumina una luz verde. En 2040, el Monitor lleva a Felicity a reunirse con Oliver en el más allá, donde finalmente ha encontrado la paz.

## Producción

### Desarrollo
El 24 de octubre de 2019, el cocreador de Arrow y co-showrunner de la temporada ocho, Marc Guggenheim, reveló que el título del final de la serie es «Fadeout». El episodio, que el décimo de la octava temporada y el número 170 de la serie en general, fue escrito por él y la co-showrunner Beth Schwartz, y dirigido por James Bamford.

### Escritura
En una entrevista de agosto de 2019 con TVLine, Guggenheim dijo que «salió de la meditación una mañana», momento en el que tenía lista la escena final del episodio. El 25 de octubre, publicó una foto para explicar el significado del título del episodio; en la imagen, el «fadeout» («desvanecimiento») es parte de un arco largo. Según la estrella de la serie Stephen Amell y su compañero actor David Ramsey, ambos obtuvieron el final que querían para sus respectivos personajes.

### Casting
Los miembros del elenco principal Stephen Amell, David Ramsey, Rick Gonzalez, Juliana Harkavy, Katherine McNamara y Katie Cassidy aparecen como Oliver Queen / Flecha Verde, John Diggle / Spartan, Rene Ramirez / Wild Dog, Dinah Drake / Canario Negro, Mia Smoak y Laurel Lance de Tierra-2 respectivamente. Los ex principales de la serie Colin Donnell, Willa Holland, Colton Haynes, Echo Kellum, Paul Blackthorne, Susanna Thompson, Sea Shimooka y Emily Bett Rickards regresaron para el final de la serie como estrellas invitadas. McNamara dijo que el regreso de Felicity a la serie fue «muy crítico» para la historia, elaborando: «Hizo que incluso el aspecto social de terminar el programa significara mucho más porque ella es mucho de lo que es Arrow». Otras estrellas invitadas adicionales incluyen a Caity Lotz como Sara Lance, Audrey Marie Anderson como Lyla Michaels, Melissa Benoist como Kara Danvers, Grant Gustin como Barry Allen, David Nykl como Anatoly Knyazev, Katrina Law como Nyssa al Ghul, Lexa Doig como Talia al Ghul y Joe Dinicol como Rory Regan / Ragman.
Johnny Cuthbert es invitado como John Byrne. El miembro del elenco principal Ben Lewis no apareció como William Clayton adulto, sino que Jack Moore fue invitado como el joven William, mientras que secuencias de archivo de Lewis del episodio anterior «Green Arrow & The Canaries» se utilizaron para una secuencia. Además, Manu Bennett aparece como Slade Wilson / Deathstroke a través de imágenes no utilizadas de la segunda temporada. A Madison McLaughlin y Jessica De Gouw se les ofreció repetir sus papeles de temporadas anteriores como Evelyn Sharp y Helena Bertinelli / Cazadora, pero no pudieron debido a conflictos de programación.

### Filmación
La preparación para el episodio comenzó el 22 de octubre de 2019, y se prolongó hasta el 30 de octubre de 2019. La filmación comenzó el 31 de octubre de 2019 y finalizó el 13 de noviembre de 2019. Amell dijo que el episodio presentaría una secuencia de acción que describió como «la secuencia de acción para finalizar todas las secuencias de acción». Agregó que «todos los especialistas, más o menos que alguna vez trabajaron en el programa, incluso los que se retiraron o están coordinando en Supergirl o Flash o Legends, todos aparecieron. Todos se agotaron en términos de lo que está sucediendo».

## Recepción

### Audiencia
El episodio se estrenó en Estados Unidos en The CW el 28 de enero de 2020. Fue visto en vivo por 0.73 millones de espectadores con una participación de 0.2/2 entre adultos de 18 a 49 años.

### Recepción crítica
El sitio web agregador de revisiones Rotten Tomatoes informó una calificación de aprobación del 92% para el episodio, basada en 12 revisiones, con una calificación promedio de 8/10. El consenso crítico del sitio web dice: «Arrow empaca su arco con un énfasis alentador en el cierre al traer de vuelta a un favorito de los fanáticos, provocando nuevos comienzos para su conjunto y ofreciendo una despedida sentimental a Oliver Queen».